# Селлы

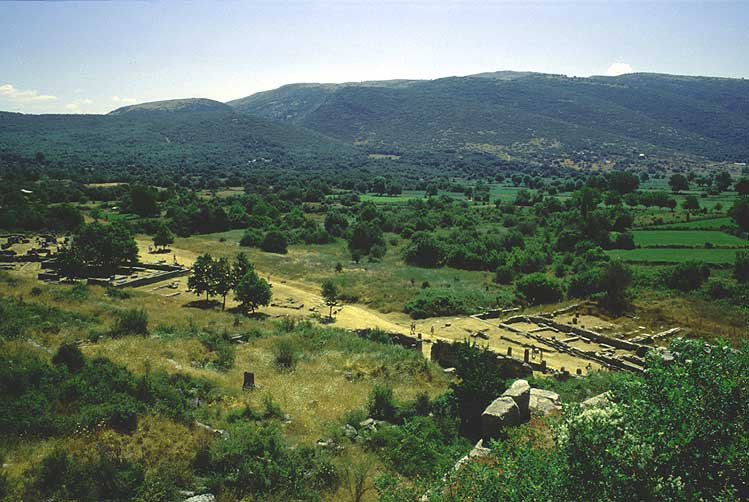
Додона

Селлы (др.-греч. Σελλοί) — жрецы в святилище Зевса в древнегреческом городе Додоне.
Гомер, описывая их, утверждал, что они не моют ног и спят прямо на голой земле. Так как Зевс додонского храма называется пелазгическим, то и селлы были пророками пелазгического периода: о существовании их в историческое время нет сведений. Селлы предсказывали будущее по шелесту листьев священного дуба (оракула) или по пению птиц сидящих на нём. Существовали и другие способы гадания; комментатор Вергилия Сервий упоминает о гадании по журчанью воды источника, протекавшего у корня священного дуба. Для того, чтобы вызвать вдохновение, проводились различные подготовительные священные обряды (вроде омовений, курений, жертвоприношений и т. п.), но о них не сохранилось более конкретных сведений.
После того, как этолийский полководец Доримах разорил в 219 году до нашей эры оракул Додона, его значение сильно упало; но он существовал ещё до III или начала IV века после Рождества Христова, ровно до тех пор пока священный дуб не был срублен иллирийским разбойником.
Некоторые историки указывают на близость слов Σελλοί и Έλληνες «греки» и видят в первом из них название племени.